# Hexatoma luteicostalis
Hexatoma luteicostalis là một loài ruồi trong họ Limoniidae. Chúng phân bố ở miền Cổ bắc.